# Joachim Rudolph (Chemiker)
Joachim Rudolph (* 1936 in Berlin; † 6. März 1993) war ein deutscher Chemiker, Redakteur und Schriftsteller. Er war Chefredakteur der Zeitschriften Nachrichten aus Chemie, Technik und Laboratorium und Chemie in unserer Zeit. Als Buchautor schrieb er das Werk Knaurs Buch der modernen Chemie.

## Ausbildung und Beruf
Rudolph studierte in München zunächst Germanistik und später Chemie. Er promovierte 1964 an der TU München in Chemie. Im Jahre 1964 wurde er Chefredakteur für die Zeitschrift Nachrichten aus Chemie und Technik, später umbenannt in Nachrichten aus Chemie, Technik und Laboratorium. Ab 1967 war er gleichzeitig Chefredakteur der Zeitschrift Chemie in unserer Zeit.
Diese beiden Zeitschriften waren für Studenten der Chemie zwischen 1970 und 1992 die ersten wichtigen Fachzeitschriften.
Rudolph hat in seinem Buch Knaurs Buch der modernen Chemie eine verständliche Einführung in die Chemie gegeben. In den letzten Seiten seines Buches geht er sehr nachdrücklich auch auf sehr komplizierte Problemlagen der Wissenschaft ein, die auch in der Gegenwart hohe Brisanz besitzen.
Rudolph verstand es auch, gesellschaftspolitische Diskussionen aus der Chemie über Fernsehserien in die Öffentlichkeit zu tragen.

## Werk
- Knaurs Buch der modernen Chemie. Th. Knaur Nachfolger, München/Zürich 1975, ISBN 3-426-00381-3.